# Dunai ősbolgárok
A dunai ősbolgárok török törzsszövetsége az ősbolgárokból vált ki az onogur-bolgár birodalom felbomlásakor és Aszparuh, a Dulo-dinasztiabeli Kuvrat fia vezetésével átkelt a Dunán 681-ben és megalapította a Dunai Bolgár Birodalmat. Ekkor talán más, nem onogur törzsek is csatlakoztak hozzájuk. Új hazájukban azután elszlávosodtak és beolvadtak a modern szláv bolgárok közé.
A források sok tisztségnevüket megőrizték, amelyeket más török népek is használtak a sztyeppén: kavhan, bojla, kan, kolovur, bagatur, tarkan, szampszi. A bojla címből ered a magyar Béla név.
A ősbolgárok onogundur nevéből származik régi magyar nevük, a nándor, amit a magyar határon lévő végváruk, Nándorfehérvár neve őrzött meg. A szó másik kései alakja a vlendor.